# برگ‌پوش سبز بزرگ
برگ‌پوش سبز بزرگ (نام علمی: Chloropsis sonnerati) نام یک گونه از سرده برگ‌پوش است.